# Ledvinovník západní

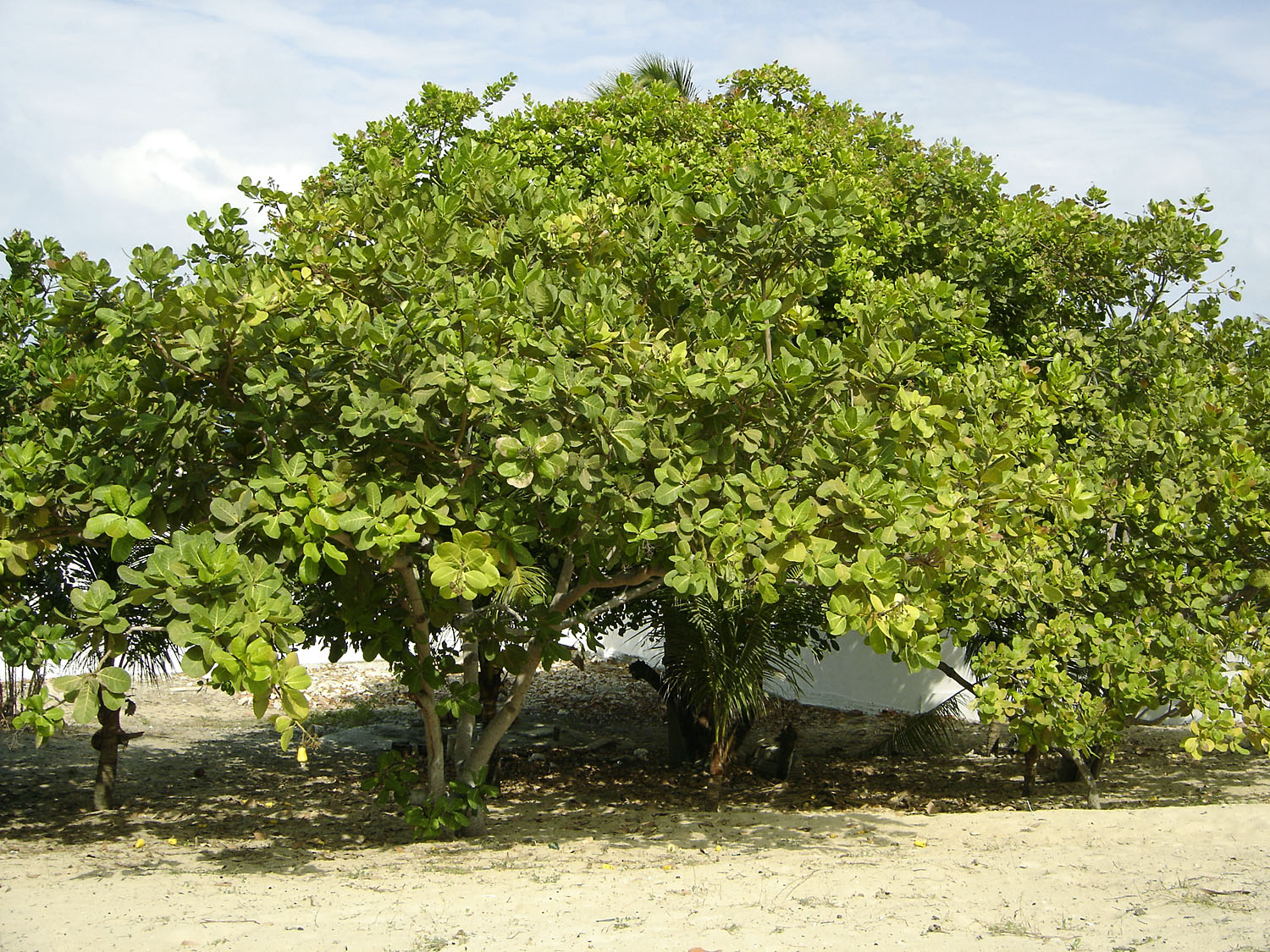
Ledvinovník západní v Brazílii

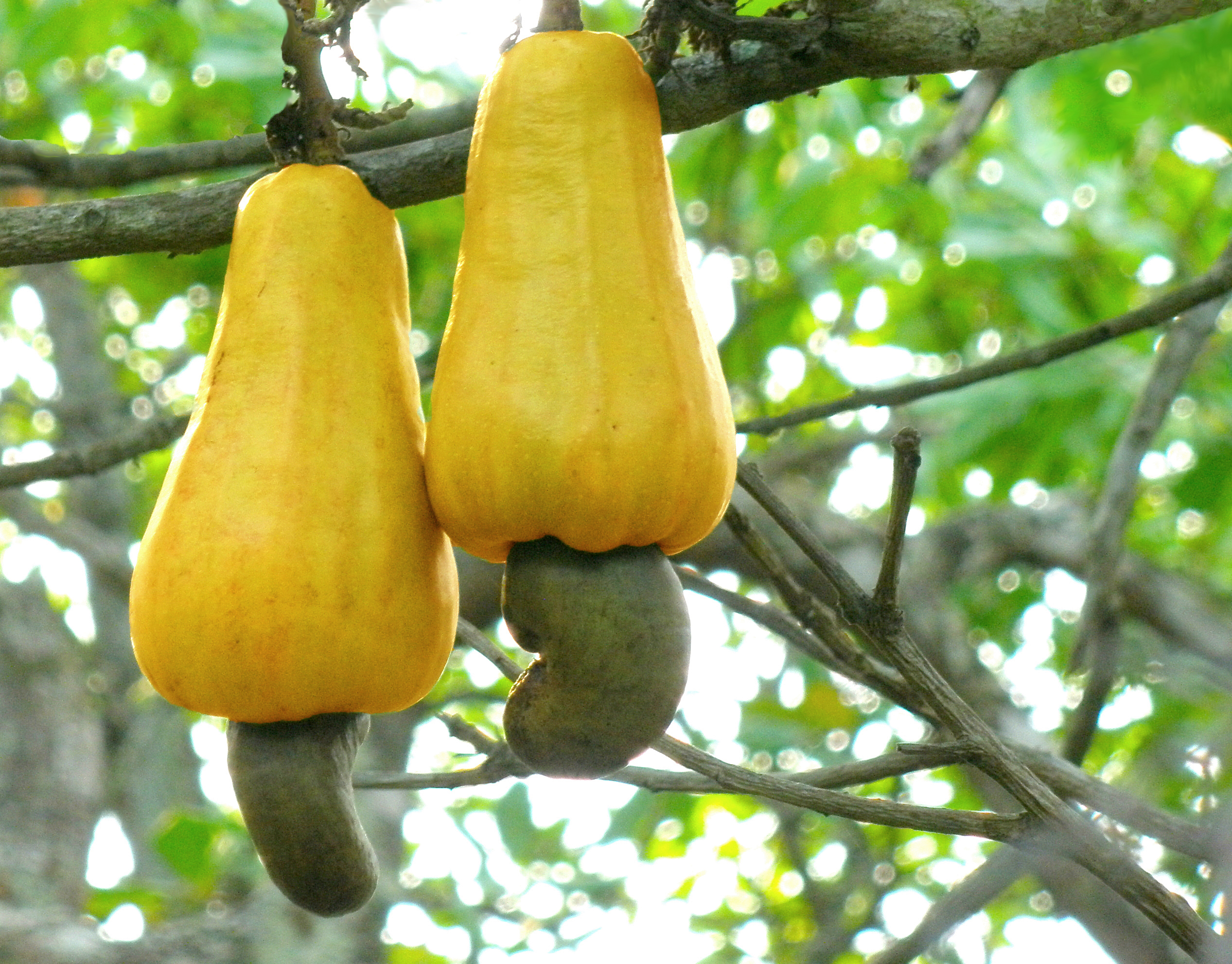
Detail plodů ledvinovníku západního

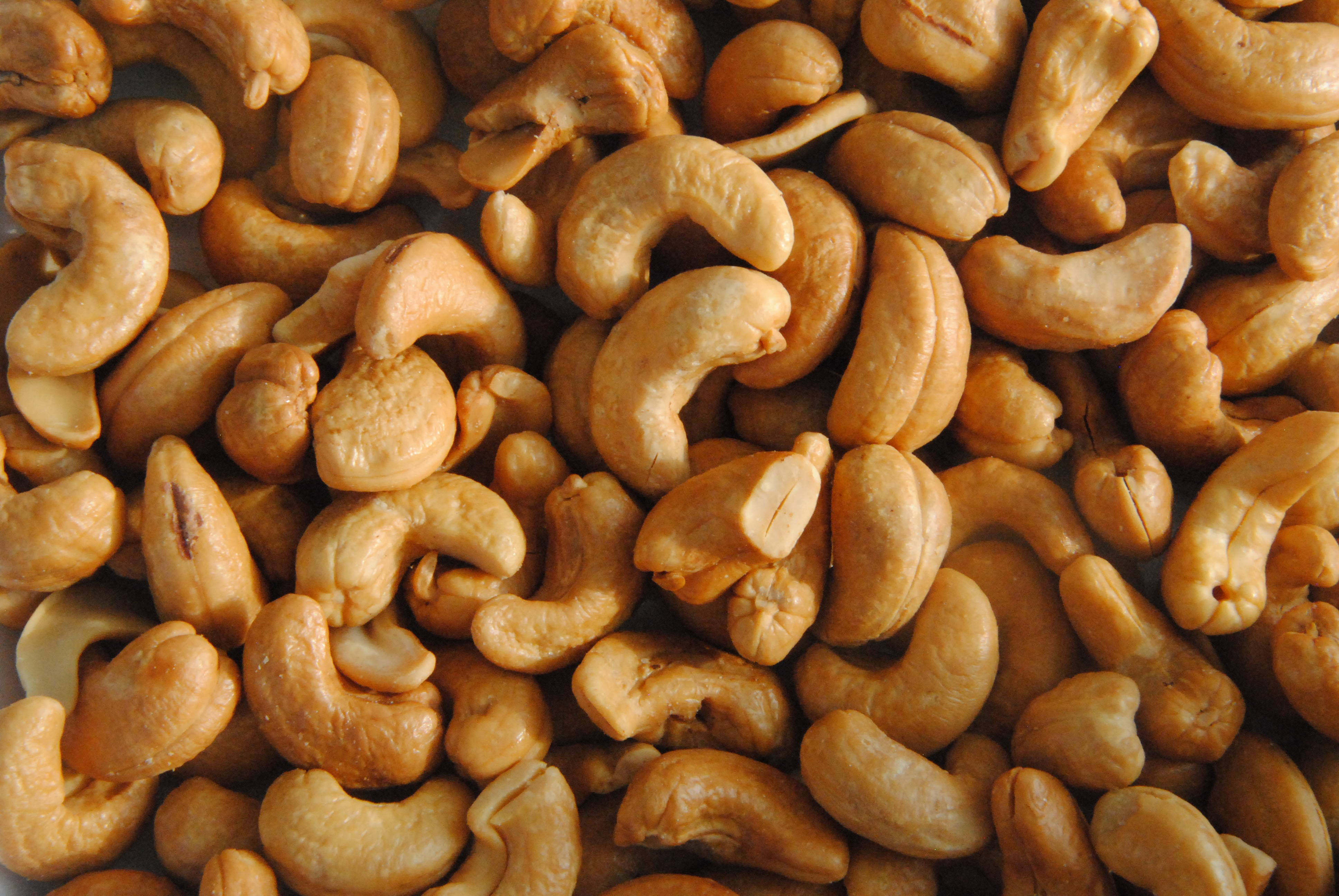
Pražené ořechy ledvinovníku (kešu)

Ledvinovník západní (Anacardium occidentale) je až 12 metrů vysoký tropický strom z čeledi ledvinovníkovité, poskytující jedlé nažky, známé pod tržním názvem ořechy kešu (podle SSČ kešú). Tyto nažky se nacházejí v nepravém plodu, kterému se říká „kešu jablko“. Osemení obsahuje velké množství kardolu, což je smolnatý olej, který při manipulaci dráždí pokožku a před konzumací se z jedlých částí (ořechů) odstraňuje zahříváním (pražením).

## Rozšíření
Ledvinovník západní pochází ze severovýchodní Brazílie, kde je nazýván Caju (kažů). Od 16. století se šířil s portugalskými mořeplavci do Mosambiku a pobřežních oblastí Indie.
Tento „ovocný“ strom je rozšířen celosvětově v suchých tropických oblastech. Pěstuje se na plantážích nebo extenzivně v agrolesnických systémech.

## Botanický popis
Jedná se o nižší, silně rozvětvený strom, dosahující výšky 12 m. Květy tvoří květenství lata a jsou žluto-růžové, samičí a oboupohlavné. Z botanického hlediska nejsou ořechy kešu ořechy ani peckovice, ale nažky.

## Stanoviště
Ledvinovníku vyhovuje tropické klima, nadmořská výška 1000 m nad mořem, průměrné teploty v rozmezí 21–28 °C, průměrné roční srážky v rozmezí 700–1200 mm a pH půdy 4,3–8,7. Není tolerantní k zasoleným půdám a snáší teploty jen mírně pod bodem mrazu, do –1 °C.

### Agrotechnika
Klíčivost ledvinovníku je velmi malá, proto se současně seje více semen. Pokud vzejde současně více rostlin, jsou následně vyjednoceny. Po 18–24 měsících se objevují první květy a následně i plody, které jsou ale nepoživatelné. První sklizeň se provádí až ve 4. roce a od 8. roku už plodí ledvinovník kvalitní „jablka“ s „kešu ořechy“.
Jako meziplodina se na plantážích používá bavlník, podzemnice olejná nebo jamy. Stromy, které jsou schopny plodit i 30 let, je nutné na plantážích pravidelně prořezávat.
Sklízí se většinou ručně. Jeden strom může vyprodukovat až 50 kg „kešu oříšků“ za rok. Plantáž poskytuje 800–1000 kg/ha.

#### Produkce ve světě
V roce 2016 činila světová produkce 4,9 milionů tun. Zemí s nejvyšší produkcí kešu oříšků byl Vietnam, který se na světové produkci podílel 24,9 %. Africké státy se na celkovém množství podílely přibližně 51,6 %.
Deset největších producentů kešu ořechů v roce 2016:
| Pořadí | Stát              | Množství v tunách |
| ------ | ----------------- | ----------------- |
| 1.     | Vietnam           | 1 221 007         |
| 2.     | Nigérie           | 958 860           |
| 3.     | Indie             | 671 000           |
| 4.     | Pobřeží slonoviny | 607 300           |
| 5.     | Filipíny          | 216 398           |
| 6.     | Tanzanie          | 195 140           |
| 7.     | Mali              | 164 151           |
| 8.     | Guinea-Bissau     | 153 888           |
| 9.     | Indonésie         | 130 072           |
| 10.    | Benin             | 125 728           |
|        | Svět              | 4 898 210         |

## Využití
Hlavním důvodem pro pěstování ledvinovníku západního jsou kešu oříšky. Další využití nacházejí též „kešu jablka“, která se společně s kůrou a větvemi z prořezu zkrmují dobytkem, ale lze je využít také na výrobu džemu nebo kompotů. Z plodů se též lisuje šťáva, ze které se vyrábějí alkoholické nápoje (víno, pálenka) nebo ocet.
Kardol z osemení má dezinfekční účinky a přidává se do insekticidů, laků, barviv apod. V Indii se jím tradičně impregnuje dřevo jako ochrana proti termitům.
Plody kešu jsou bohaté na taniny nebo vitamin C. Při konzumaci „kešu jablek“ nebo kešu oříšků může docházet k různým zdravotním potížím. U „jablek“ je to kvůli obsahu kardolu a taninů, na ořechy se vyskytuje alergie.
Dřevo ledvinovníku je velmi tvrdé a používá se při výrobě nábytku jako tzv. bílý mahagon.